# Хулґумо
Хулґумо (груз. ხულგუმო) — село в Грузії.
За даними перепису населення 2014 року в селі проживає 1004 особи.